# Подметки+
«Подметки+» — русскоязычная еженедельная информационно-досуговая газета города Ишимбая, выходившая в 1999—2022 годах.
Издание публикует новости города Ишимбая и Ишимбайского района, рекламу, объявления, афиши, телепрограмму и прочее.

## История
В 1990-е годы в Ишимбае в период перестройки возникали альтернативные городской газете «Восход» частные издания в основном рекламно-информационного характера. 7 мая 1999 года сотрудники «Восхода»: И. А. Ямалов, И. М. Гильманов и А. Ф. Умитбаев, начали выпускать новое периодическое издание «Подметки+». Оно было названо в честь одноимённой «восходовской» рубрики, отличием от которой стал знак плюса. Название «Подметки» произошло от глагола «подметить», к существительному «подмётка» не имеет никакого отношения.
Первый номер газеты вышел тиражом 500 экземпляров и объёмом 8 страниц формата А4, в 2004 году тираж издания увеличился более чем в 10 раз, объём — в 4 раза. Впоследствии формат газеты изменился на А3.
В 2007 году газету отмечали на региональном конкурсе среди журналистов на лучшее освещение реализации государственной молодёжной политики в средствах массовой информации Башкирии.

## Современная газета
Газета «Подметки+» зарегистрирована в Министерстве печати и массовой информации РБ под № 830 от 20 октября 1999 г. Учредителем и издателем средства массовой информации является ООО «Рекламно-издательская компания „Аспект“». Редактор — Гузель Римовна Ямалова.
Распространяется в городе Ишимбае и Ишимбайском районе по подписке и в розницу. Газета печатает информацию о социальной, экономической, культурной, спортивной сферах города и района. Публикуются комментарии к фактам, размышления горожан. Основные рубрики: «Городская среда», «Интервью», «Недельный отчёт», «От среды до среды», «Криминал», «Программа передач», «Реклама».
Выходит один раз в неделю по средам объёмом 24 полосы (цветные и чёрно-белые) в формате А3. Тираж 6000 экземпляров, печатается в Стерлитамакском информационном центре — филиале ГУП РБ «Издательский дом „Республика Башкортостан“» в городе Стерлитамаке.

### Авторы «Подметок+» в разное время
- Абдуллин, Вадим Римович
- Байджанова, Юлия Шамиловна
- Гареева, Азалия Фанилевна
- Гильманов, Ильгиз Миниаминович
- Грешнякова, Татьяна Николаевна
- Ермолюк, Сергей Николаевич
- Егорова, Елена Викторовна
- Завалина, Татьяна Сергеевна
- Кагиров, Рамиль Ягафарович
- Корепанова, Татьяна
- Нигматуллина, Нелли Рифовна
- Никулочкин, Дмитрий Владимирович
- Никулочкина, Вера Дмитриевна
- Резяпов, Наиль Ахметович
- Смышляева, Марина Владимировна
- Тучкин, Игорь Алексеевич
- Якупова, Айгуль